# Rhinobatos hynnicephalus
Rhinobatos hynnicephalus é uma espécie de peixe da família Rhinobatidae.
Pode ser encontrada nos seguintes países: China, Japão, Coreia do Sul, Taiwan e Vietname.
Os seus habitats naturais são: mar aberto, mar costeiro, recifes de coral e águas estuarinas.